# 丕祿縣
丕祿縣，是明代交阯承宣布政使司乂安府下轄的一個縣。治所約在今越南河靜省干祿縣境內。其境內有香象山，山極高廣，產香，多犀牛大象，為安南二十一名山之一。

## 沿革
- 永樂五年（1407年）六月癸未置，屬乂安府[6][7][8][9][10][11]。
- 永樂十五年九月十四日丙寅（1417年10月23日），設交阯乂安府丕祿縣南界場鹽課司[12][13]。
- 永樂二十二年九月二十一癸巳（1424年10月13日），設交阯丕祿縣明市社巡檢司[14]。